# Trevor Vincent
Trevor Vincent, född 27 april 1938, är en friidrottare från Australien. Han deltog vid olympiska sommarspelen 1964.